# Verhage

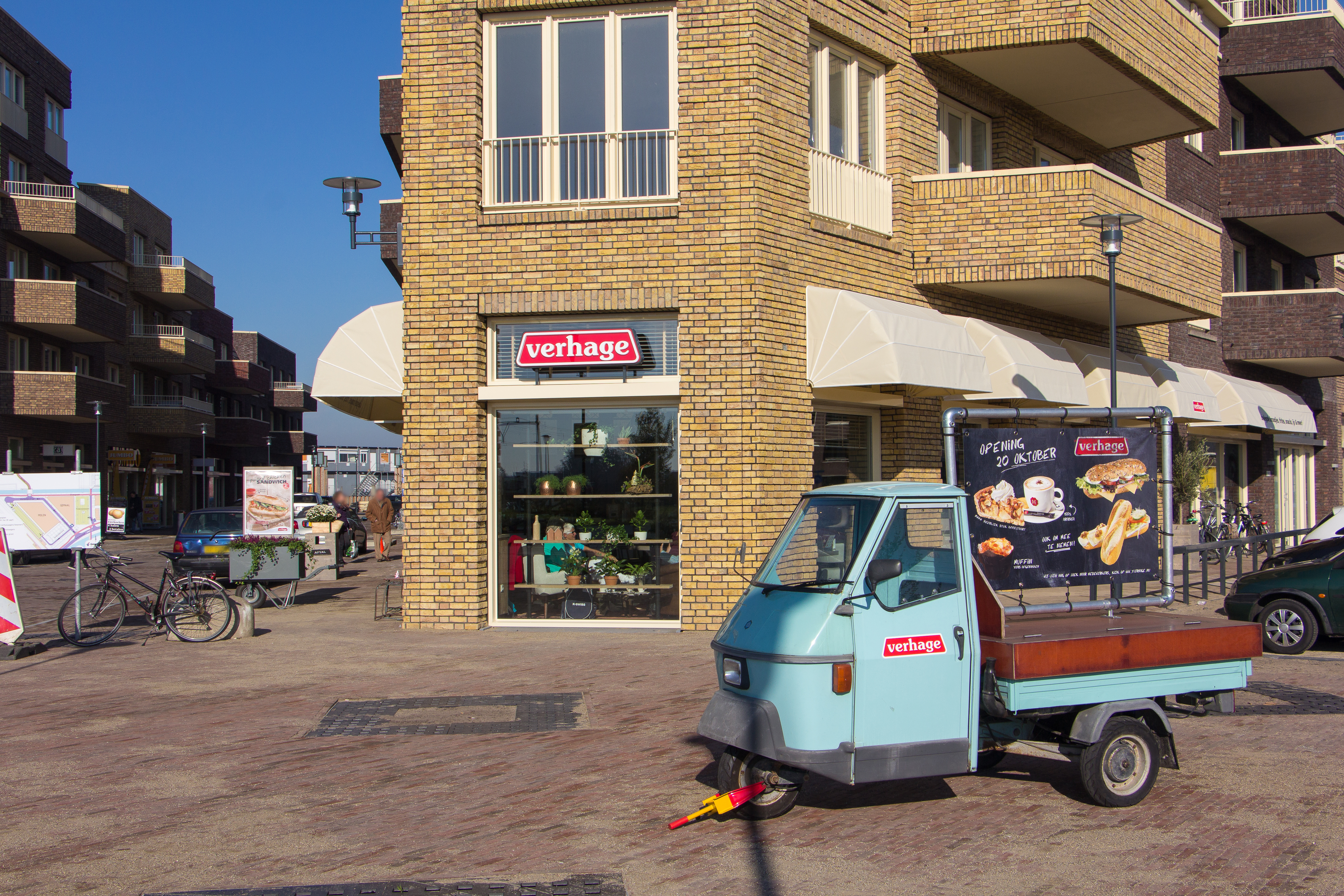
De Verhagevestiging in Berkel en Rodenrijs

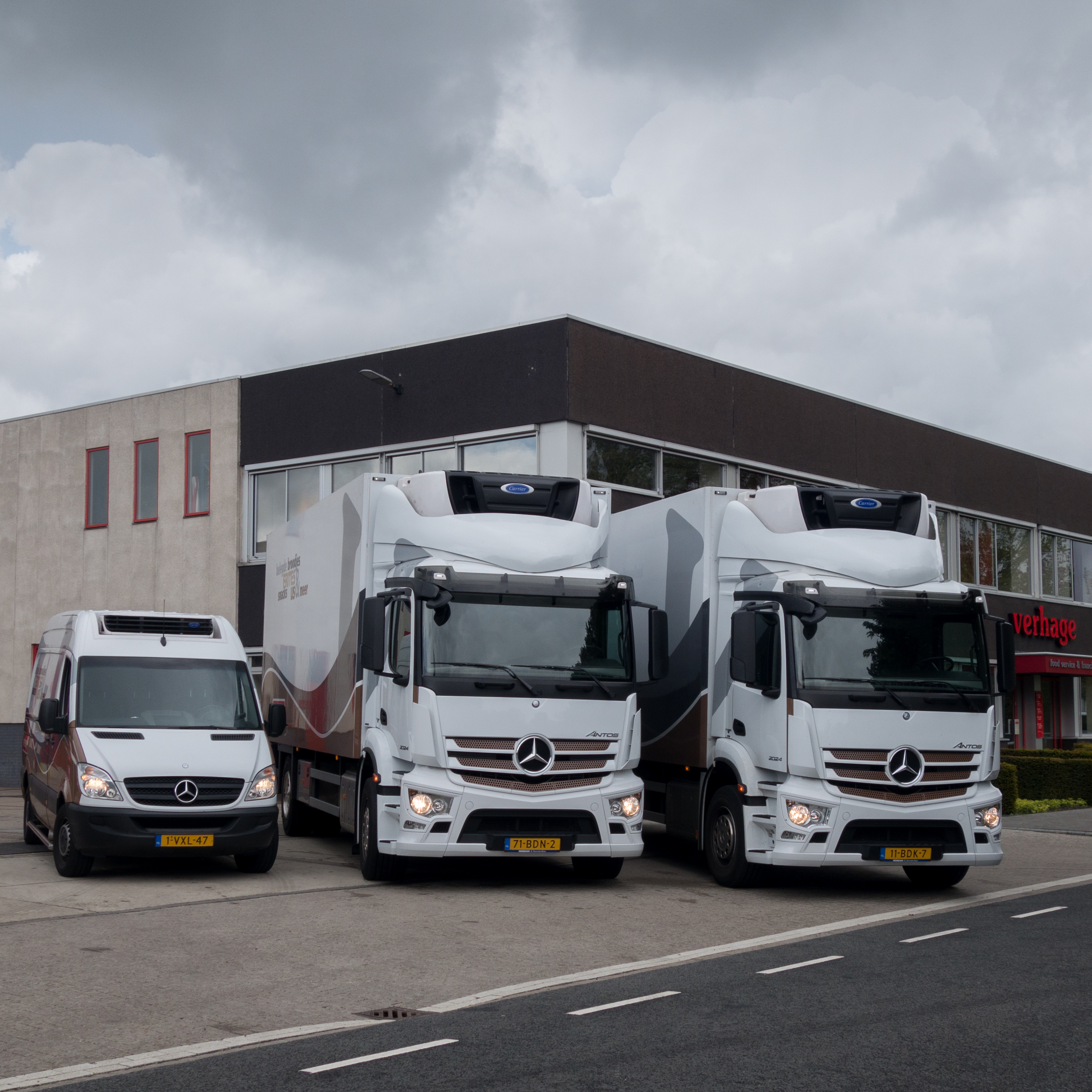
Vrachtwagens bij de groothandel van Verhage

Verhage is een fastservice restaurantketens in Nederland. De organisatie is in 1967 opgericht door de broers Joop en Pim Verhage en maakte eind jaren 80 de overstap naar een franchiseformule.
Verhage bestaat uit bijna 50 stores verspreid over de provincies Zuid- en Noord-Holland, Utrecht, Brabant en Zeeland, met in totaal bijna 1000 medewerkers.

## Geschiedenis
In 1967 werd Verhage opgericht door de gebroeders Joop en Pim Verhage. Zij openden een snackbar te Rotterdam.
Er werden steeds meer nieuwe vestigingen geopend. Eind jaren '80 is de overstap gemaakt naar een franchiseformule. Hilma Legerstee, medewerkster bij de Verhage vestiging in Rotterdam, werd de eigenares van deze vestiging.
In het voorjaar van 2001 trad franchisenemer Tom Bijl toe tot de directie en nam deze daarna over van oprichters. In 2020 droeg Bijl het stokje over aan Wesley Fok en Hans Jonker.

## Organisatie
Het hoofdkantoor van Verhage is gevestigd in Zwijndrecht. Dit is tevens de standplaats van de groothandel van de organisatie.

## Filialen
De van oorsprong Rotterdamse organisatie heeft 44 filialen. In de Cafetaria Top 100 van 2015-2016 stonden 17 filialen van Verhage, waarvan één in de top 10.